# Vassourinhas
Vassourinhas (Marcha nº 1 do Clube Vassourinhas) é um frevo composto por Matias da Rocha e Joana Batista Ramos, para o Clube Carnavalesco Misto Vassourinhas.
O frevo foi composto pela dupla em 6 de janeiro de 1909, no bairro de Beberibe, em um mocambo que ficava em frente à estação do Porto da Madeira.
A história do Clube Vassourinhas está também ligada ao surgimento da sua Marcha nº 1, conhecida nacionalmente e que se tornou o hino do Carnaval Recife–Olinda, aquecendo, animando e reanimando os foliões nas ruas e nos clubes. 
O relato de um dos fundadores do Clube, segundo Teles, publicado no Jornal Pequeno, em 9 de janeiro de 1939, diz que “[o Clube Vassourinhas] saiu logo no próximo Carnaval [o de 1889], mercê de uma cota de $2000 de cada sócio dançando (sic) "se esta rua se esta fosse minha eu mandava ladrilhar/com pedrinhas de brilhantes para o meu bem passar'”.
Embora existam depoimentos de ex-participantes da agremiação de que a Marcha foi escrita na mesma data de sua fundação, documento de 1949, descoberto por Evandro Rabello no 2º Cartório de Registro Especial de Títulos e Documentos, revela com precisão, numa declaração de Joana Batista, a autoria e a data da composição: “A marcha intitulada Vassourinhas pertencente ao Clube Carna. Mixto Vassourinhas foi composta por mim e o maestro Matias da Rocha no dia 6 de janeiro de 1909, no Arrabalde de Beberibe em um Mocambo de frente à estação do Porto da Madeira, dito mocambo, hoje é uma casa moderna". Em 18 de novembro de 1910, os dois cederam para o Clube, por três mil reis, os direitos autorais da Marcha, de acordo com recibo assinado por eles, localizado no acervo da entidade.
As informações sobre Joana Batista e Matias da Rocha são escassas. Sabe-se que ele foi um dos fundadores do Clube, tocava violão, era compositor. Joana era doméstica, teve três filhos com Amaro Vieira Ramos e morreu aos 74 anos (1952). A relação que tinha com Matias da Rocha não ficou definida: amiga, prima, irmã, esposa, ou sem parentesco.
Embora escrita em 1909, a Marcha nº 1, só teve sua primeira gravação, pela Continental, em 1945, com melodia e letra interpretada por Déo e Castro Barbosa. Segundo Leonardo Dantas: “Nesse disco, Almirante (Henrique Foreis Domingues, cantor, compositor e radialista brasileiro) não fez tão somente uma simples adaptação da Marcha nº 1, mas [...] simplesmente escreveu uma nova letra que denominou de ‘Marcha Regresso’ (!) que veio a ser apresentada como verdadeira por Ruy Duarte no seu História social do frevo".
Em outubro de 1950, com a gravação da Marcha nº 1 por Severino Araújo e sua Orquestra Tabajara, com o nome Frevo dos Vassourinhas, como ficou conhecida,  se tornou a música mais tocada do Carnaval pernambucano.